# Адикасы
Адикасы́ (чув. Атикасси) — деревня в Моргаушском районе Чувашской Республики. Входит в состав Большесундырского сельского поселения.

## География
Находится в северо-западной части Чувашии, на расстоянии приблизительно 19 км на северо-запад по прямой от районного центра села Моргауши на границе с республикой Марий Эл.

## История
Известна с 1858 года как околоток деревни Большая Карачкина (ныне село Большое Карачкино) с 84 жителями. В 1906 году был учтён 31 двор и 131 житель, в 1926 — 38 дворов и 172 жителя, в 1939 — 134 жителя, в 1979 — 125. В 2002 году было 33 двора, в 2010 — 31 домохозяйство. В 1931 году был образован колхоз «Молотов», в 2010 действовал КФХ «Прокопьев»
.

## Население
Постоянное население составляло 107 человека (чуваши 99 %) в 2002 году, 107 — в 2010.